# Páratlan páros (televíziós sorozat)
A Páratlan páros (eredeti cím: Take Two) 2018-ban bemutatott amerikai televíziós sorozat. A műsor alkotói Andrew W. Marlowe és Terri Edda Miller, a történet pedig egy magánnyomozó és egy színésznő közös munkáit követi nyomon. A főbb szereplők közt megtalálható Rachel Bilson, Eddie Cibrian, Xavier de Guzman, Aliyah O'Brien és Alice Lee.
A sorozatot az Amerikai Egyesült Államokban az ABC adta 2018. június 21. és szeptember 13. között. Magyarországon az RTL Klub mutatta be 2019. január 3-án.

## Cselekmény
A sorozat főszereplője Sam Swift, aki korábban egy sikeres rendőrös sorozat főszereplője volt. Sam frissen került ki a rehabról, és épp kutatómunkát folytat egy potenciálisan visszatérést jelentő szerep kedvéért. Hogy első kézből szerezzen tapasztalatot, Sam beáll a magánnyomozóként dolgozó Los Angeles-i exrendőr, Eddie Valetik, szép lassan pedig a nő kezdi úgy érezni, hogy színészi adottságai révén kivállóan áll neki ez a munka.

## Szereplők
| Szereplő                          | Színész          | Magyar hang        |
| --------------------------------- | ---------------- | ------------------ |
| Sam Swift                         | Rachel Bilson    | Nádasi Veronika    |
| Eddie Valetik                     | Eddie Cibrian    | Széles Tamás       |
| Roberto 'Berto' Vasquez           | Xavier de Guzman | Molnár Levente     |
| Christine "Chris" Rollins nyomozó | Aliyah O'Brien   | Kisfalvi Krisztina |
| Monica                            | Alice Lee        | Csuha Borbála      |
| Mick English                      | Jordan Gavaris   | Rada Bálint        |
| Zeus                              | Lamont Thompson  | Bolla Róbert       |
| Sydney                            | Heather Doerksen | Kokas Piroska      |

## Epizódok
| Sor. | Év. | Cím                                      | Rendező           | Író                                   | Premier                                | Nézettség            | Gyártási szám |
| ---- | --- | ---------------------------------------- | ----------------- | ------------------------------------- | -------------------------------------- | -------------------- | ------------- |
| 1.   | 1.  | Forró nyomon (Take Two)                  | John Terlesky     | Andrew W. Marlowe & Terri Edda Miller | 2018. június 21. 2019. január 3.       | 3,36 millió 336 ezer | 101           |
| 2.   | 2.  | Füstölgő puskacső (Smoking Gun)          | Holly Dale        | Andrew W. Marlowe & Terri Edda Miller | 2018. június 28. 2019. január 3.       | 3,01 millió 263 ezer | 102           |
| 3.   | 3.  | Elrabolva (Taken)                        | Paul Holahan      | David Amann                           | 2018. július 5. 2019. január 10.       | 2,89 millió 269 ezer | 103           |
| 4.   | 4.  | Exek és sóhajok (Ex's and Oh's)          | John Terlesky     | Debra J. Fisher                       | 2018. július 5. 2019. január 17.       | 2,78 millió 194 ezer | 104           |
| 5.   | 5.  | Jól áll neki a halál (Death Becomes Him) | Holly Dale        | Dan E. Fesman                         | 2018. július 12. 2019. január 24.      | 3,12 millió 239 ezer | 105           |
| 6.   | 6.  | Az ismerős rossz (The Devil You Know)    | Brad Turner       | Mo Masi                               | 2018. július 26. 2019. január 31.      | 2,52 millió 220 ezer | 106           |
| 7.   | 7.  | Zűrös éjszaka (About Last Night)         | Rob Lieberman     | Kathy Miller Kelley                   | 2018. augusztus 2. 2019. február 7.    | 2,53 millió 247 ezer | 107           |
| 8.   | 8.  | A tinisztár (All About Ava)              | Dawn Wilkinson    | Cooper McMains                        | 2018. augusztus 9. 2019. február 14.   | 2,95 millió 215 ezer | 108           |
| 9.   | 9.  | A múlt árnyai (Shadows of the Past)      | Michael Robison   | Mark Shepherd                         | 2018. augusztus 16. 2019. február 28.  | 2,52 millió 174 ezer | 109           |
| 10.  | 10. | Rejtélyes kisváros (Stillwater)          | Rob Lieberman     | Dan E. Fesman                         | 2018. augusztus 30. 2019. március 7.   | 1,85 millió 167 ezer | 110           |
| 11.  | 11. | Zűrös tesó (Family Ties)                 | Alexandra LaRoche | Debra J. Fisher & Mo Masi             | 2018. augusztus 30. 2019. március 14.  | 2,40 millió 149 ezer | 111           |
| 12.  | 12. | Kell egy tolvaj! (It Takes a Thief)      | Guy Bee           | David Amann                           | 2018. szeptember 6. 2019. március 21.  | 2,34 millió 149 ezer | 112           |
| 13.  | 13. | Csőbe húzva (One to the Heart)           | Holly Dale        | Terri Edda Miller & Andrew W. Marlowe | 2018. szeptember 13. 2019. március 28. | 2,91 millió 150 ezer | 113           |